# Discurso circunstancial
O discurso circunstancial é um distúrbio de comunicação caracterizado pelo excesso de detalhes e informações acerca de um tema dentro de uma conversa. Assim, muitos pontos pouco importantes causam a demora para reter o essencial. No entanto, é menos prejudicial do que o discurso tangencial.

## Sintomas
O indivíduo com discurso circunstancial geralmente desacelera o pensamento no meio da conversa e, invariavelmente, fala sobre aspectos triviais do assunto tratado. Extrair informações de tal pessoa pode ser difícil, pois pode causar o desinteresse e a incompreensão do receptor. Muitos portadores de esquizofrenia e transtorno obsessivo-compulsivo apresentam estes sintomas.